# NGC 7715
NGC 7715 é uma galáxia irregular (Im/P) localizada na direcção da constelação de Pisces. Possui uma declinação de +02° 09' 23" e uma ascensão recta de 23 horas, 36 minutos e 21,7 segundos.
A galáxia NGC 7715 foi descoberta em 4 de Novembro de 1850 por William Parsons.